# Nikola Eterović
Nikola Eterović (Pucischie, 20 gennaio 1951) è un arcivescovo cattolico croato, dal 21 settembre 2013 nunzio apostolico in Germania.

## Biografia
Viene ordinato sacerdote del clero di Lesina il 26 giugno 1977 dall'allora vescovo diocesano, monsignor Celestin Bezmalinović.

### Ministero episcopale
Il 22 maggio 1999 viene nominato nunzio apostolico in Ucraina, e nel contempo innalzato alla dignità arcivescovile, con il titolo di Siscia (Sisak).
È consacrato vescovo il successivo 10 luglio nella cattedrale di Lesina dal cardinale Angelo Sodano (cardinal segretario di Stato), co-consacranti l'arcivescovo Ante Jurić (arcivescovo di Spalato-Macarsca) e il vescovo Slobodan Štambuk (vescovo di Lesina, sua diocesi di origine).
L'11 febbraio 2004 papa Giovanni Paolo II lo sceglie quale segretario generale del sinodo dei vescovi.
Il 30 novembre 2009 papa Benedetto XVI, in vista del ripristino della diocesi di Sisak, lo trasferisce alla sede titolare di Cibale, con titolo personale di arcivescovo.
Il 28 febbraio 2011 viene nominato consigliere della pontificia commissione per l'America Latina.
Il 21 settembre 2013 papa Francesco lo nomina nunzio apostolico in Germania.

## Genealogia episcopale
La genealogia episcopale è:
- Cardinale Scipione Rebiba
- Cardinale Giulio Antonio Santori
- Cardinale Girolamo Bernerio, O.P.
- Arcivescovo Galeazzo Sanvitale
- Cardinale Ludovico Ludovisi
- Cardinale Luigi Caetani
- Cardinale Ulderico Carpegna
- Cardinale Paluzzo Paluzzi Altieri degli Albertoni
- Papa Benedetto XIII
- Papa Benedetto XIV
- Papa Clemente XIII
- Cardinale Marcantonio Colonna
- Cardinale Giacinto Sigismondo Gerdil, B.
- Cardinale Giulio Maria della Somaglia
- Cardinale Carlo Odescalchi, S.I.
- Vescovo Eugène de Mazenod, O.M.I.
- Cardinale Joseph Hippolyte Guibert, O.M.I.
- Cardinale François-Marie-Benjamin Richard
- Cardinale Pietro Gasparri
- Cardinale Clemente Micara
- Cardinale Antonio Samorè
- Cardinale Angelo Sodano
- Arcivescovo Nikola Eterović